# Tarsostenosis tricolor
Tarsostenosis tricolor is een keversoort uit de familie mierkevers (Cleridae). De wetenschappelijke naam van de soort is voor het eerst geldig gepubliceerd in 1916 door Heller in Sarasin & Roux.